# Усакос
Усако́с (нем. Usakós) — город в Намибии в округе Карибиб (в регионе Эронго) с населением в 18 750 человек. Усакос находится примерно в 150 километрах к востоку от Свакопмунда и 210 км к западу от Натиональштрассе В2 в Виндхуке.
Гора Нубеб на юге, а также расположенные примерно в 40 км на север от неё горы Эронго с высокой величественной скалой определяют границы окрестностей Усакоса.
В конце 19 века было принято решение построить станцию на участке железнодорожной линии Отави.
Сейчас в городе есть школы, больницы, банки, почтовые станции, полицейские участки.

## Климат
| Показатель                    | Янв. | Фев. | Март | Апр. | Май  | Июнь | Июль | Авг. | Сен. | Окт. | Нояб. | Дек. | Год   |
| ----------------------------- | ---- | ---- | ---- | ---- | ---- | ---- | ---- | ---- | ---- | ---- | ----- | ---- | ----- |
| Средний суточный максимум, °C | 32,7 | 31,7 | 31,7 | 30,8 | 28,2 | 26,0 | 26,1 | 27,6 | 30,3 | 31,7 | 32,9  | 33,5 | 30,3  |
| Средняя температура, °C       | 24,9 | 24,5 | 24,6 | 23,0 | 19,7 | 18,0 | 17,7 | 18,4 | 20,8 | 22,5 | 24,1  | 24,7 | 21,9  |
| Средний суточный минимум, °C  | 17,1 | 17,3 | 17,6 | 15,1 | 11,3 | 9,9  | 9,3  | 9,2  | 11,3 | 13,4 | 15,2  | 15,9 | 13,5  |
| Норма осадков, мм             | 34,4 | 43,4 | 44,9 | 15,5 | 0,9  | 1,0  | 0,2  | 0,8  | 0,8  | 2,0  | 6,6   | 8,0  | 158,4 |
| Источник: ,                   |      |      |      |      |      |      |      |      |      |      |       |      |       |

## Образовательные учреждения
- Учреждение для начальной школы «Elifas Goseb»
- Учреждение для начальной школы «Erongosig»
- Учреждение для средней школы «Usakos Unior»

## Политика
По результатам выборов в 2010 году выявлены следующие результаты
| Партия                                  | Кол-во голосов | Кол-во голосов (%) |
| --------------------------------------- | -------------- | ------------------ |
| Организация народов Юго-Западной Африки | 488            | 47,42 %            |
| Объединённый Демократический Фронт      | 322            | 31,29 %            |
| Партия Демократии и Прогресса           | 175            | 17,79 %            |
| Конгресс Демократов                     | 40             | 3,89 %             |
| недействительно                         | 4              | 0,89 %             |
| В целом                                 | 1029           | 100 %              |

## Люди, родившиеся в Усакосе
- Фон Финкельштайн, Бьорн — бывший бургомистр Виндхука.
- Гурираб, Тео-Бен — намибийский политик